# Гайнбург-ан-дер-Донау
Гайнбург-ан-дер-Донау (нім. Hainburg an der Donau) — місто в Австрії, у федеральній землі Нижня Австрія.
Входить до складу округу Брук-ан-дер-Лайта. Населення 5 651 чоловік. Займає площу 25,05 км².
Гайнбург — найсхідніше австрійське місто на Дунаї. Розташоване за 40 кілометрів на схід від столиці країни Відня за декілька кілометрів від кордону зі Словаччиною. Гайнбург отримав права міста у 1244 році. Упродовж усього Середньовіччя воно відігравло роль східного форпосту імперії Габсбургів й часто страждало від набігів угорців й турків.

## Пам'ятки
- Фортечна стіна — стіна з трьома брамами та 15 вежами, що непогано збереглась. Всі три брами зведено у XIII столітті.
  - Віденська брама — західні ворота міста, є однією з найвищих фортечних брам в Австрії — понад 20 метрів. Нині у ній розміщено міський музей.
  - Угорська брама — масивні східні ворота міста, найстаріші з трьох.
  - Рибальська брама — ведуть у бік Дунаю. Через них 1683 року до міста проникли турки, влаштувавши криваву різню. Провулок, що веде в їхній бік, називається Кривавим провулком.
- Руїни замку Гайменбург лежать на горі Шлоссберг у межах міста. Замок було зруйновано під час тієї самої турецької навали 1683 року.

## Фотогалерея

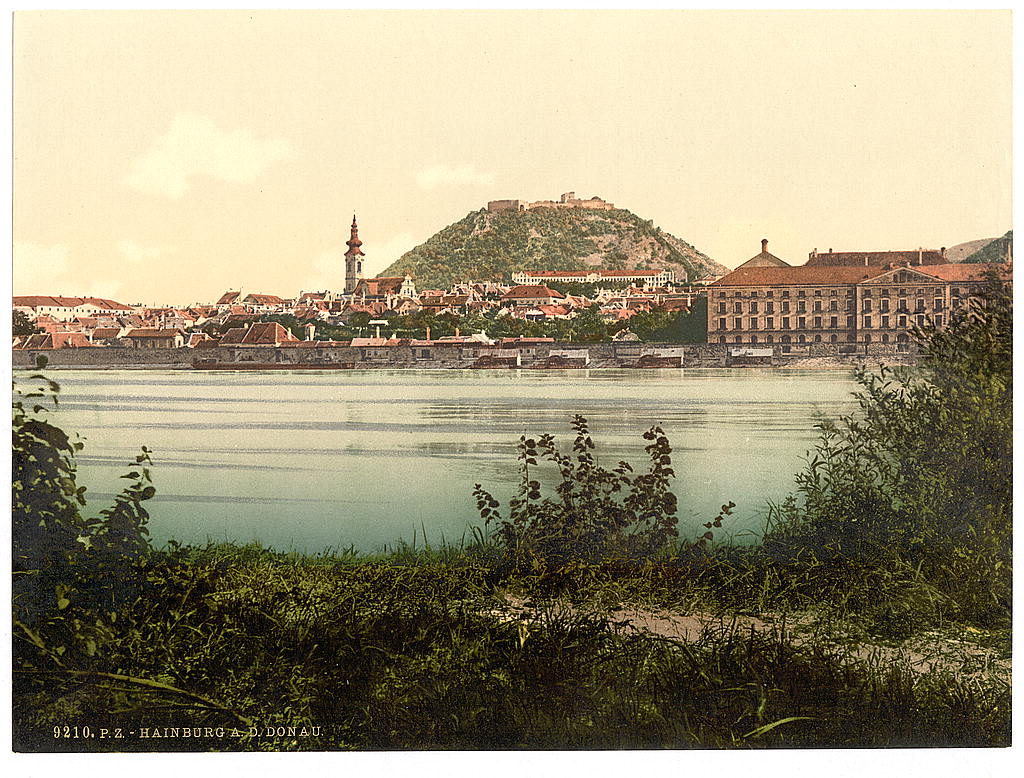
Гайнбург у 1900 році
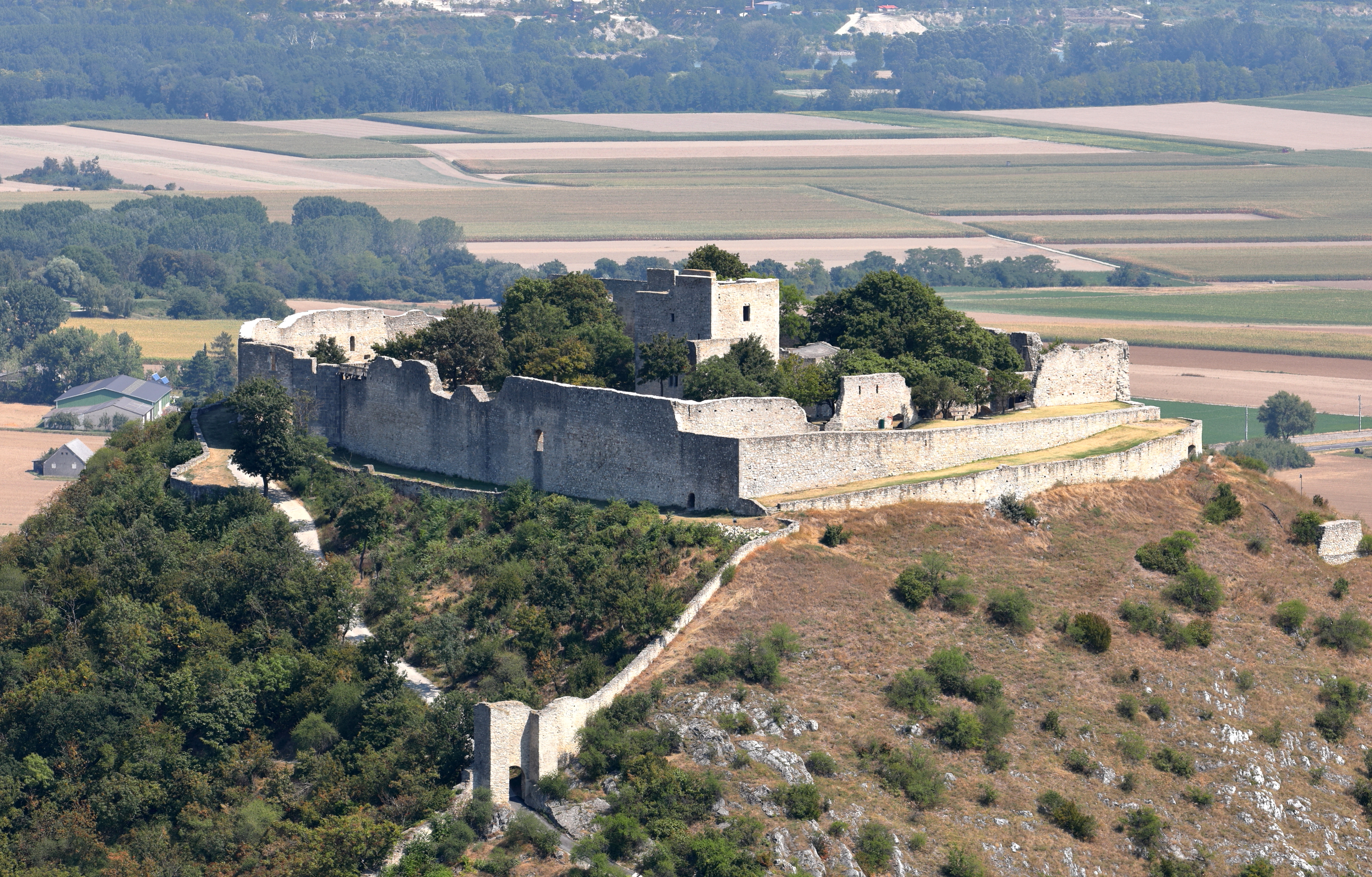
Гайменбург
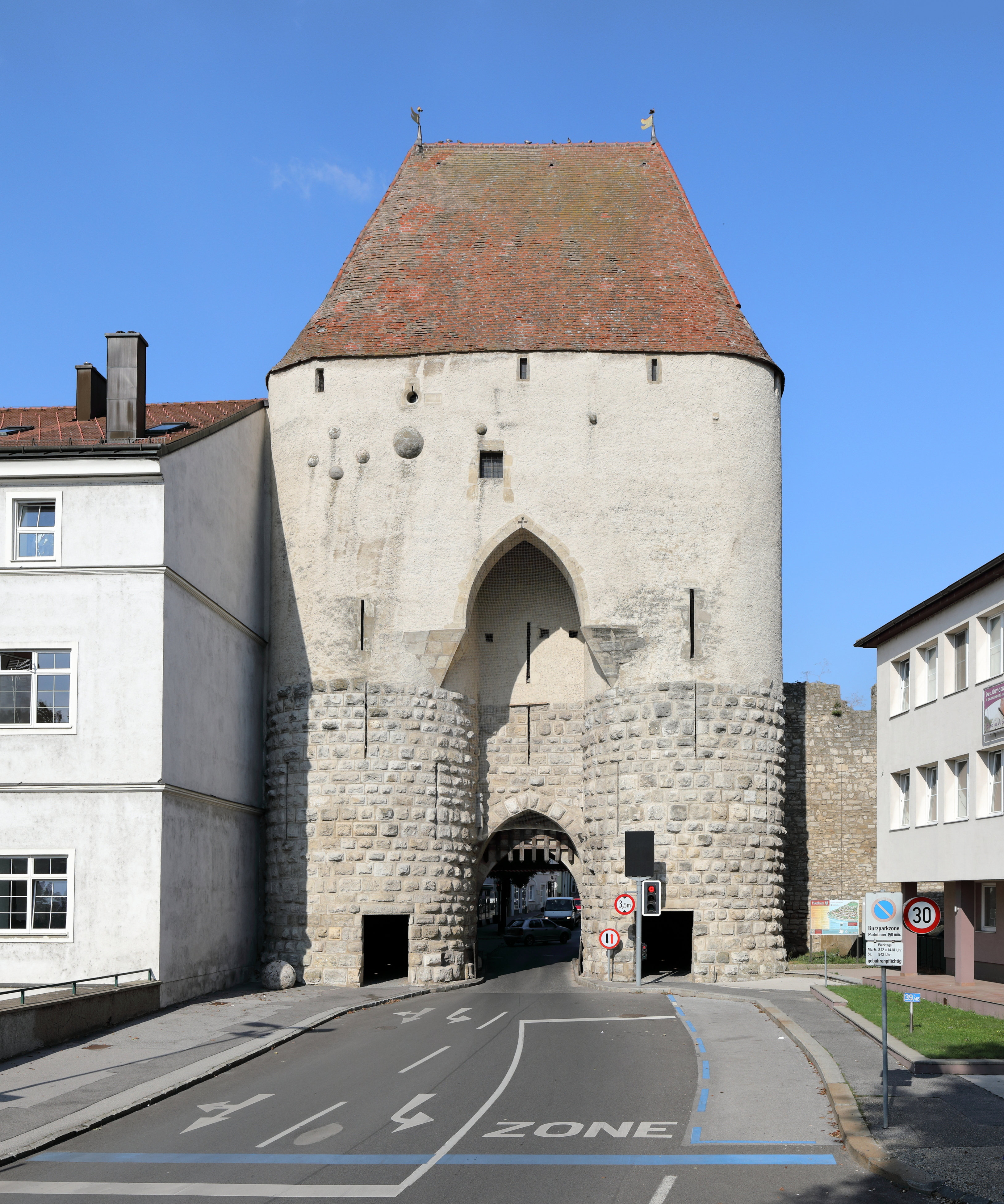
Віденська брама
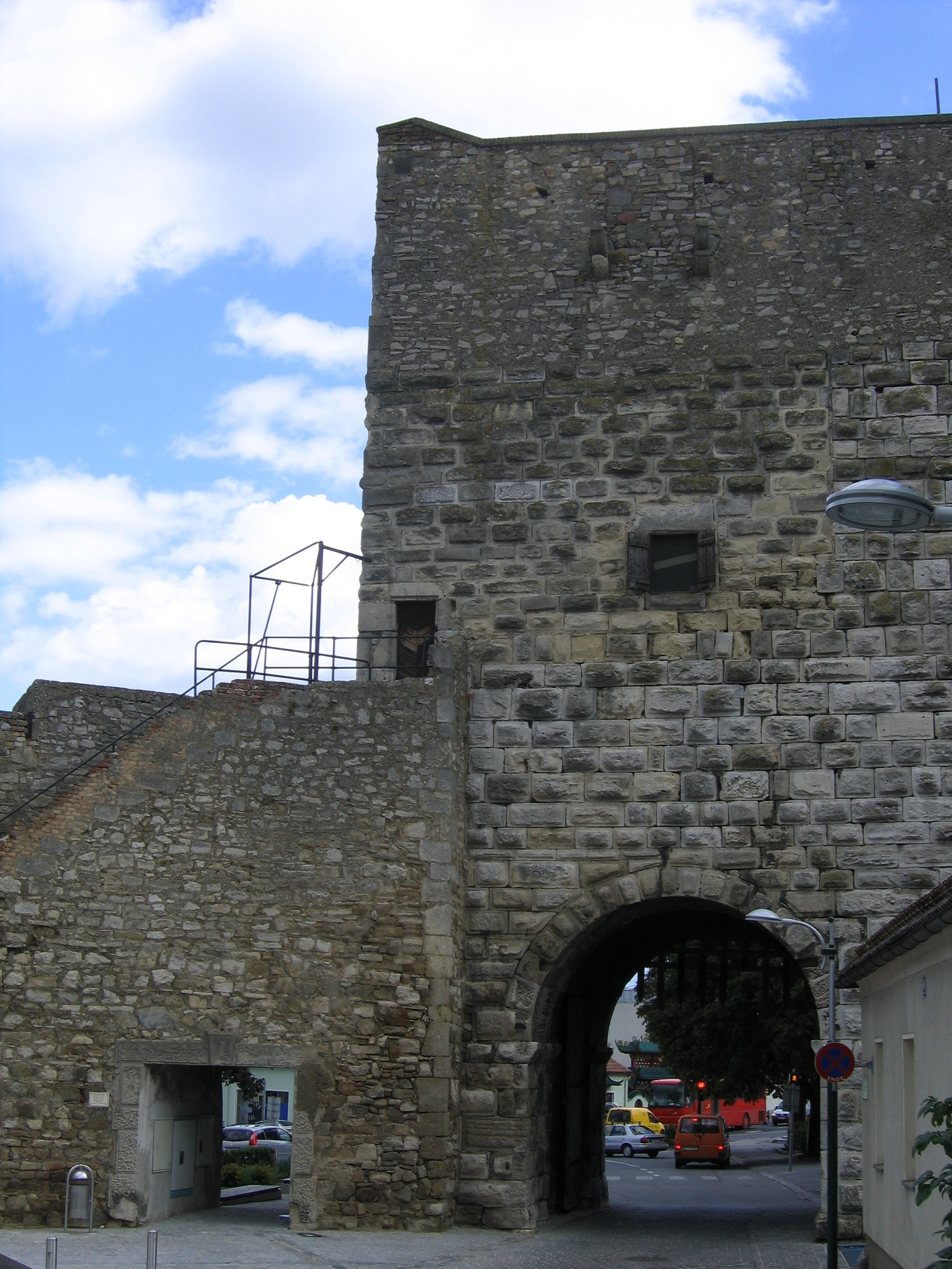
Угорська брама
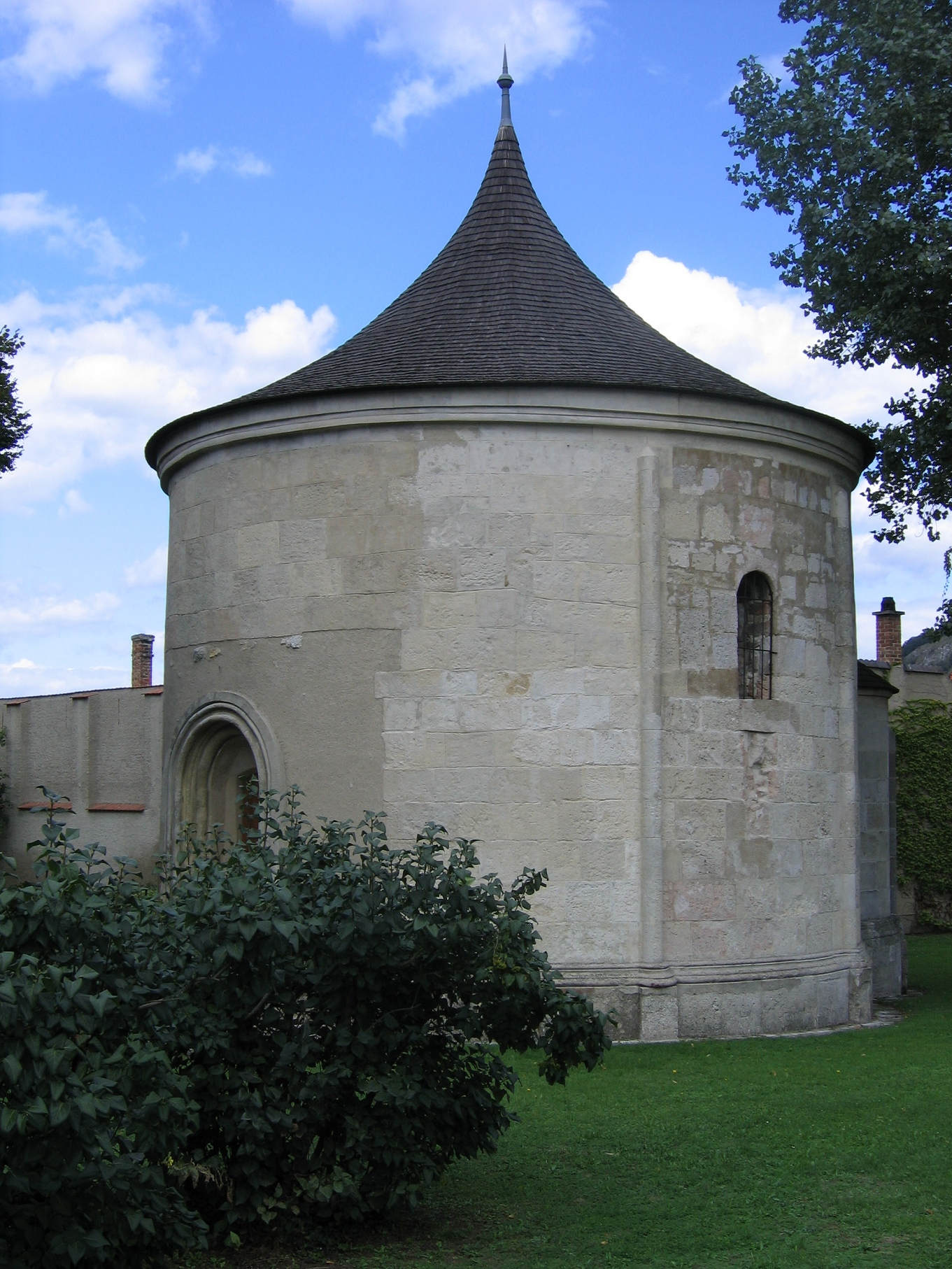
Вежа Карнер
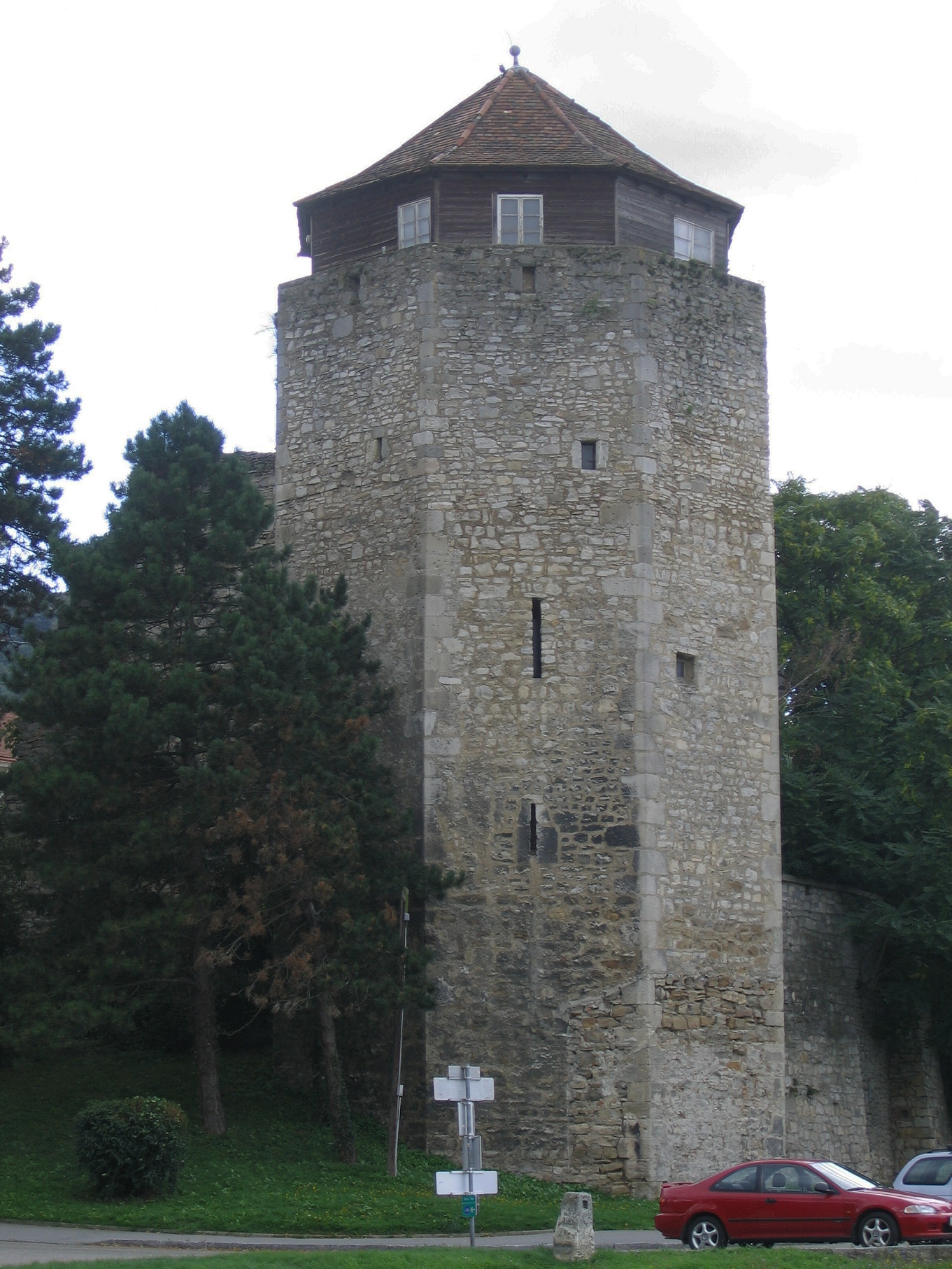
Вежа Гьотцентурм
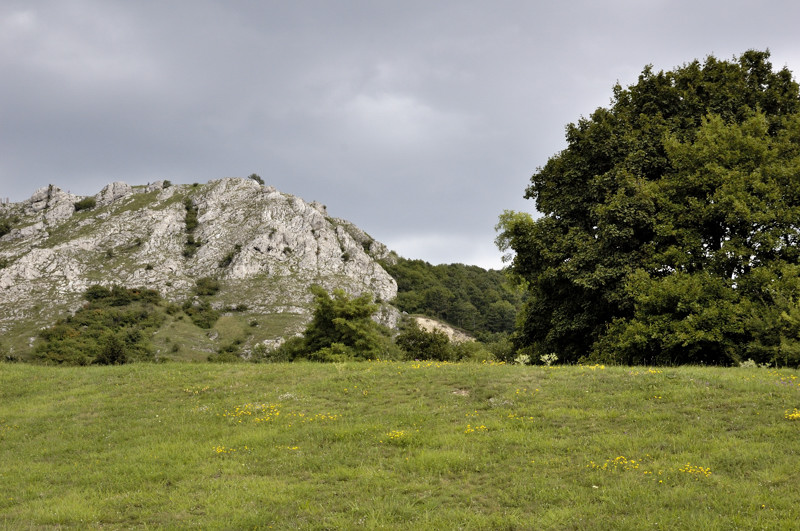
Браунсберг

## Політична ситуація
Бургомістр комуни — Карл Кіндль (АНП) за результатами виборів 2005 року.
Рада представників комуни (нім. Gemeinderat) складається з 29 місць.
- СДПА займає 11 місць.
- АНП займає 10 місць.
- Місцевий список: 4 місця.
- Партія Гайнбурзька ініціатива (GRW 2005) займає 3 місця.
- АПС займає 1 місце.